# Geworg Wardanjan

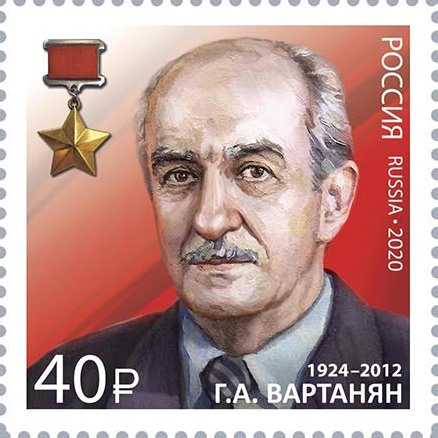
Wardanjan auf einer russischen Briefmarke, 2020

Geworg Andrejewitsch Wardanjan (armenisch Գեվորգ Անդրեվիչ Վարդանյան, russisch Гево́рк Андре́евич Вартаня́н; * 17. Februar 1924 in Rostow am Don; † 10. Januar 2012 in Moskau) war ein sowjetischer Geheimagent armenischer Abstammung.

## Leben
Wardanjan kam mit seinem Vater, der für den sowjetischen Geheimdienst arbeitete, 1930 nach Täbris im Iran. Im Alter von 16 Jahren wurde er ebenfalls Agent des Geheimdienstes.
Der in der Ukraine operierende sowjetische Agent Nikolai Kusnezow soll getarnt als Oberleutnant Paul Siebert vom Unternehmen Weitsprung erfahren haben, einem angeblich geplanten Anschlag auf die Teilnehmer der Teheran-Konferenz unter der Leitung von Otto Skorzeny. An der Vereitelung dieses Plans will Wardanjan beteiligt gewesen sein. Historiker gehen davon aus, dass ein solcher Plan nie bestanden hat, sondern die sowjetischen Berichte darüber Teil einer Desinformationskampagne des NKWD bzw. später KGB waren.
1955 machte er einen Abschluss an der Staatlichen W. Brjussow-Universität für Sprachen und Sozialwissenschaften in Jerewan. Bis in die neunziger Jahre war er beim russischen Auslandsgeheimdienst SWR. Erst am 20. Dezember 2000 wurde Wardanjans Name und seine Rolle bei den Ereignissen in Teheran bekanntgegeben.
Wardanjan erhielt zahlreiche sowjetische Auszeichnungen. Er war verheiratet, seine Frau Goar (1926–2019) war ebenfalls Agentin und arbeitete mit ihm. Er starb 2012 im Botkin-Krankenhaus in Moskau im Alter von 87 Jahren an Krebs. Auf seiner Trauerfeier sprach Wladimir Putin der Witwe sein Beileid aus, Dmitri Medwedew würdigte ihn als „legendären Geheimagenten“.